# Smederevka
Smederevka är en grön druva från Balkan. Den heter Dimyat eller Dimiat i Bulgarien. Smederevka är det serbiska namnet. Nyligen har man genom DNA-teknik fått veta att det är en korsning mellan en moldavisk bordsdruva (Coarna alba) och Heunisch weiss (synonym: Gouais blanc). Den härstammar alltså från tiden runt millennieskiftet år 1000. Genom släktskapet med Heunisch weiss är den syskon med bl.a. Chardonnay, Furmint och Gamay. Det är inte en gammal thrakisk druva eller något som grekerna kom med från Egypten på 600-talet f.kr. Det är nämligen sådana myter och berättelser som har varit i omlopp och är det än idag. Serbian Wine Guide skriver till exempel att "troligen planterades den vid Fruška Gora redan på 100-talet".
Dimyat odlas mycket i trakten kring Varna vid Svarta havet i Bulgarien, och såklart runt småstaden Smederevo i Serbien. Fram till 1960-talet var det Bulgariens mest odlade druva.
Detta är en högavkastande sort och den mognar sent. Den är dock något frostkänslig. Den används mest till torra vita viner och till mousserande. Men de blir inte särskilt speciella enligt Caroline Gilby MW. Odlare i Bulgarien försöker med olika metoder förbättra kvaliteten. De experimenterar bl.a. med ekfatslagring och cuvéer. Den har också använts till orangevin.